# Адреса вашого дому
«Адреса вашого дому» — радянський художній фільм 1972 року, знятий на Кіностудії ім. О. Довженка.

## Сюжет
Старий шахтар Панас Байда, який втратив під час війни сина, випадково дізнався, що шестеро хлопчиків (серед яких був його син), які перебували в поїзді і потрапили тоді під обстріл, живі, живуть в різних містах і всі шестеро носять одне ім'я — Іван Безсмертний. Панас вирушає по всіх адресах в надії впізнати в одному з шести свого сина.

## У ролях
- Микола Крючков — Панас Байда, старий шахтар
- Лесь Сердюк — Іван Безсмертний, багатодітний батько
- Валерій Носик — Іван Безсмертний, водій автобуса
- Йосип Лагідзе — Іван Безсмертний, мічман
- Олександр Январьов — Іван Безсмертний, кібернетик
- Леонід Бакштаєв — Іван Безсмертний, головний інженер шахти
- Олександр Мовчан — Іван Безсмертний, «академік»
- Олександр Плотников — Григорій Хитрован, друг Панаса Байди
- Лілія Гриценко — Анна Федорівна, мати «академіка»
- Володимир Волков — Коля Пивоваров
- Агафія Болотова — дружина Івана
- Ніна Попова — Анна, дружина Івана-головного інженера
- Еве Ківі — Ірма, дружина Івана-кібернетика
- Тамара Совчі — Соня, дружина Івана-водія
- Іван Бондар — сусід
- Микола Воронін — батько Соні
- Раїса Пироженко — мати Соні
- Айно Піхламягі — секретар Ірми
- Владислав Сердюк — капітан Численко, командир корабля
- Костянтин Степанков — сліпий артилерист
- Микола Шутько — таксист
- Олев Ескола — Павло Максимович
- Галина Нехаївська — секретар Байди
- Віктор Маляревич — член парткому шахти
- Анатолій Переверзєв — гість в Івана і Анни
- Юрій Рудченко — гість в Івана і Анни
- Оксана Григорович — гість в Івана і Анни

## Знімальна група
- Режисер-постановник — Євген Хринюк
- Сценаристи — Ярослав Верещак, Євген Хринюк
- Оператори — Олексій Мішурин, Олександр Деряжний
- Композитор — Борис Буєвський
- Художник — Валерій Новаков